# Lissotesta turrita
Lissotesta turrita is een slakkensoort uit de familie van de Skeneidae. De wetenschappelijke naam van de soort is voor het eerst geldig gepubliceerd in 1987 door Gaglini.